# (7504) Kawakita
(7504) Kawakita est un astéroïde de la ceinture principale.

## Description
(7504) Kawakita est un astéroïde de la ceinture principale. Il fut découvert le 2 janvier 1997 à Oizumi par Takao Kobayashi. Il présente une orbite caractérisée par un demi-grand axe de 3,17 UA, une excentricité de 0,20 et une inclinaison de 1,2° par rapport à l'écliptique.

## Compléments